# Hazudós Jakab (regény)
Hazudós Jakab (Jakob der Lügner) Jurek Becker 1969-ben írt nagy sikerű regénye.

## Cselekmény
|  | Alább a cselekmény részletei következnek! |

Egy lengyelországi gettóban az elgyötört emberek számára a legnagyobb kínszenvedés, hogy semmilyen hírt nem kapnak a külvilágról, semmit nem tudnak arról, mikor várható – ha várható egyáltalán – a szabadulásuk. Egyikük, Jakab Heym, a volt kávéháztulajdonos a körülmények hatására kitalálja, hogy beszerzett egy rádiót, s a hírek a szövetségesek előrenyomulásáról tudósítanak. Jakab kezdetben füllentésnek induló akciója azonban annyira felvillanyozza társait, hogy a férfinak rá kell ébrednie: csak a nem létező rádióból származó hírek képesek lelket önteni a rabokba. Társai szinte megváltóként kezelik, s újabb hírekért zaklatják. A folyamatos, szükségszerű titkolózás miatt sok félreértés keletkezik, ezért Jakab egyre inkább belebonyolódik a hazudozásba. Végül a németek is követelni kezdik a nemlétező rádiót, ekkor feladja magát. Kényszerítik, hogy mondja el az igazat, hogy nem volt rádió, de erre nem képes, így társai előtt lelövik.

## Magyarul
- A hazudós Jakob. Regény; ford. Kászonyi Ágota; Európa, Bp., 1973 (Európa zsebkönyvek)